# Dovi
Dovi est l'un des 6 arrondissements que compte la commune de Zagnanado. 

## Géographie
L'arrondissement de Dovi couvre une superficie de 128 km² sur les 750 km² que fait l'arrondissement de Zagnanado. 

### Relief
Il repose sur le plateau de plateau de Zagnanado mais est également constitué de plaine alluviale. La moyenne altitude y de 150 m. Il est entaillé dans sa partie sud par le fleuve Ouémé et la rivière Zou.

### Climat
Le climat qui règne dans l'arrondissement de Dovi est le même que celui qui domine sur la commune de Zagnanado.

### Végétation
La végétation est celle de la région phytogéographique guinéo-congolaise et du district de la vallée de l'Ouémé.

## Caractéristiques humaines et socio-économiques
Selon le 4e Recensement général de la population et de l'habitation (RGPH4) de 2013, l'effectif de la population est estimé à 7 714 avec 3 701 hommes pour 4 013 femmes. 